# Albert Mangelsdorff

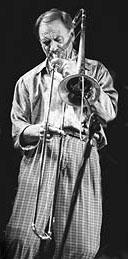
Albert Mangelsdorff

Albert Mangelsdorff (Frankfurt am Main, 5 september 1928 – aldaar, 25 juli 2005) was een Duits jazztrombonist. Hij werd bekend door zijn meerstemmig spel, waarbij hij gelijktijdig een toon blies en in het mondstuk zong.
Mangelsdorff werd geboren als zoon van een boekbinder. Toen hij twaalf jaar oud was, bracht zijn broer Emil Mangelsdorff hem in contact met de jazz. Mangelsdorff leerde zichzelf gitaar en viool spelen, en luisterde stiekem naar jazzmuziek op in nazi-Duitsland verboden zenders. Vanaf 1947 speelde hij als slaggitarist in de Otto Laufner bigband. In datzelfde jaar begon hij met tromboneles. Zijn carrière als trombonist begon in de bigband van de Hessischer Rundfunk. Begin jaren zestig richtte hij het "Albert Mangelsdorff Quintett" op. In 1971 nam Mangelsdorff zijn eerste soloalbum op en in 1972 gaf hij een solo-optreden tijdens de Olympische Spelen in München. In 1975 werd Mangelsdorff lid van het United Jazz and Rock Ensemble dat hij trouw bleef tot het in 2002 werd opgeheven.
Mangelsdorff speelde onder meer met de Amerikaanse pianist John Lewis die hem in de Amerikaanse jazzwereld introduceerde; met de drummers Elvin Jones en Alphonse Mouzon; en ook met Ravi Shankar en met de fusion basgitarist Jaco Pastorius. Daarnaast was hij betrokken bij de Union Deutscher Jazzmusiker.
Het Amerikaanse jazztijdschrift Down Beat koos Mangelsdorff meermalen tot trombonist van het jaar. In 1982 ontving hij het Bundesverdienstkreuz. Ook werd hij meermalen tot Europees jazzmusicus van het jaar uitgeroepen. In 1994 werd een jazzprijs naar hem genoemd.
Mangelsdorff overleed op 76-jarige leeftijd te Frankfurt.
- Bibsys: 7035169
- Bibliothèque nationale de France: cb13897030f (data)
- Gemeinsame Normdatei: 119119331
- International Standard Name Identifier: 0000 0000 8359 3235
- Library of Congress Control Number: n78030790
- Nationale Bibliotheek van Letland: 000301366
- MusicBrainz: 09b03a04-8b76-44e2-8c40-3be21fc21e60
- Nationale Bibliotheek van Israël: 987007342095405171
- Nederlandse Thesaurus van Auteursnamen: 099650800
- Système universitaire de documentation: 088775003
- Virtual International Authority File: 14958934
- WorldCat: E39PBJkCYQP6C69Ct4PG3rYByd